# يو إف سي ليلة القتال: مير ضد دافي
يوإفسي (بالإنجليزية: UFC)‏ هو حدث لفنون القتال المختلطة نظمته يو إف سي، أُقيم في 15 يوليو 2015، على بشانغا أرينا في سان دييغو، كاليفورنيا، الولايات المتحدة.